# Nuraghe Maiori
Le Nuraghe Maiori, ou nuraghe Majori, est un site archéologique nuragique situé dans la commune de Tempio Pausania, dans la province de Sassari, en Sardaigne, en Italie. Ce nuraghe, de type mixte, présente à la fois les caractéristiques du nuraghe à tholos et du nuraghe à couloir.

## Situation
Le nuraghe Maiori est situé à quelques kilomètres du bourg de Tempio Pausania, à une altitude de 496 mètres sur une colline granitique. Sa situation géographique le place en vue d'autres nuraghes disposés sur les hauteurs environnantes : Lu Polcu, Budas, Izzana, Naracheddu, Naraconi, Monti di Deu, Agnu et Bonvicinu.

## Fouilles
Le nuraghe Maiori a fait l'objet de fouilles archéologiques récentes au début des années 2020. 

## Description
Doté d'un plan quasi circulaire, l'édifice a été construit avec des blocs granitiques de grandes et moyennes dimensions, les mieux ouvragés étant disposés près de l’entrée. Celle-ci est placée vers l'est-sud-est pour la protéger du vent du nord-ouest. Les blocs de pierre sont posés sans mortier ni autre liant.
L'entrée est surmontée d’une petite fenêtre. Elle donne accès à un couloir central, couvert d'une voute en ogive, qui traverse l’ensemble du bâtiment longitudinalement et débouche sur une grande cour.

## Protection
Le nuraghe Maiori fait partie des 31 sites nuragiques sardes candidats à l'inscription au Patrimoine mondial de l'UNESCO, sélectionnés et présentés par la fondation Barumini, l'association La Sardaigne vers l'UNESCO et la région Sarde.

## Faune et flore
La colline abritant le site est couverte d'une forêt épaisse de chênes lièges, chênes verts, chênes rouvres, frênes et aulnes, dont le sous-bois est fait d'arbousiers, de bruyères et de houx.
Une colonie de petites chauve-souris arrive sur le site archéologique chaque années en avril. Elles accouchent en juin et migrent en octobre.

## Galerie

Quelques vues du nuraghe Maiori
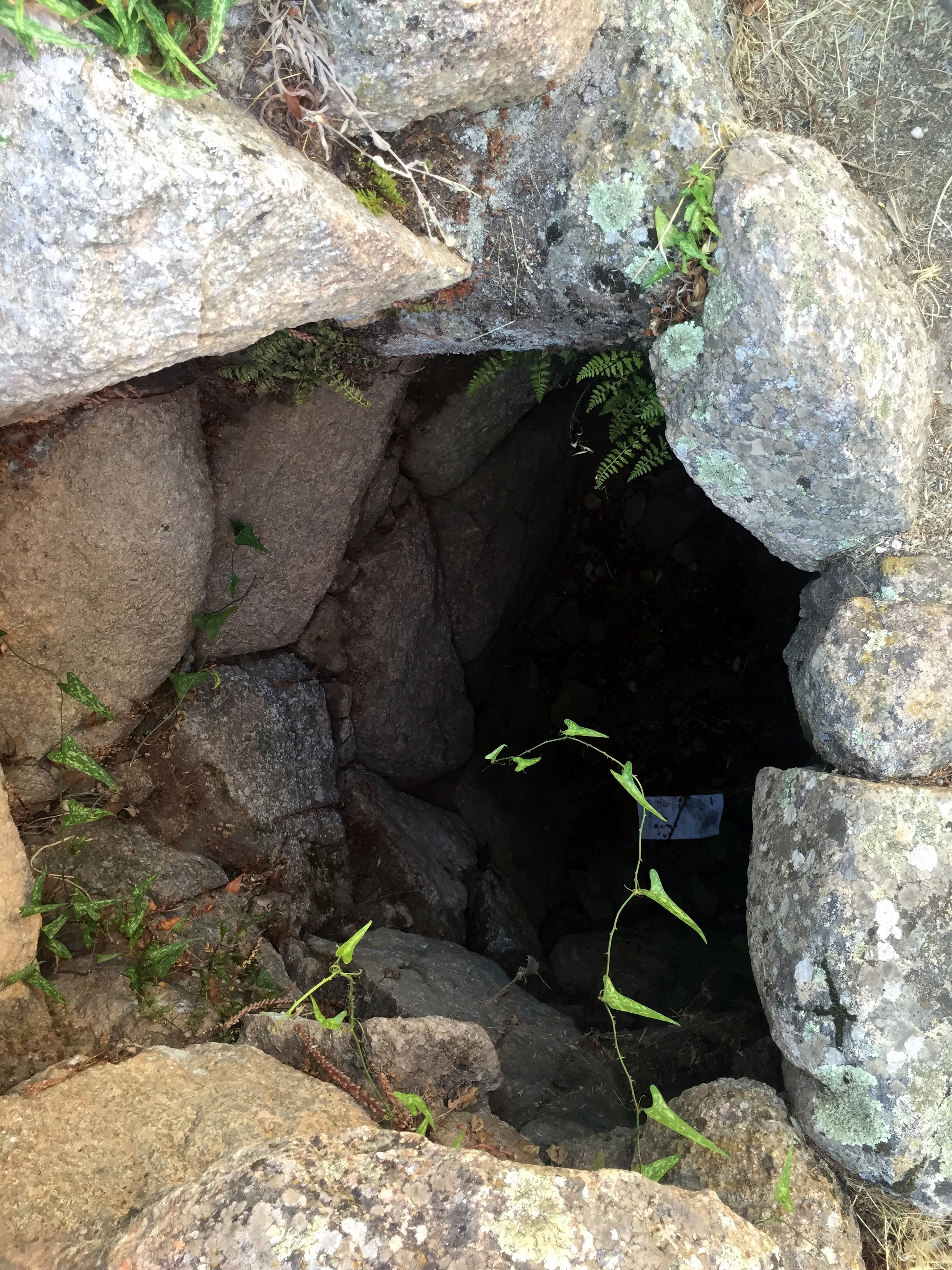
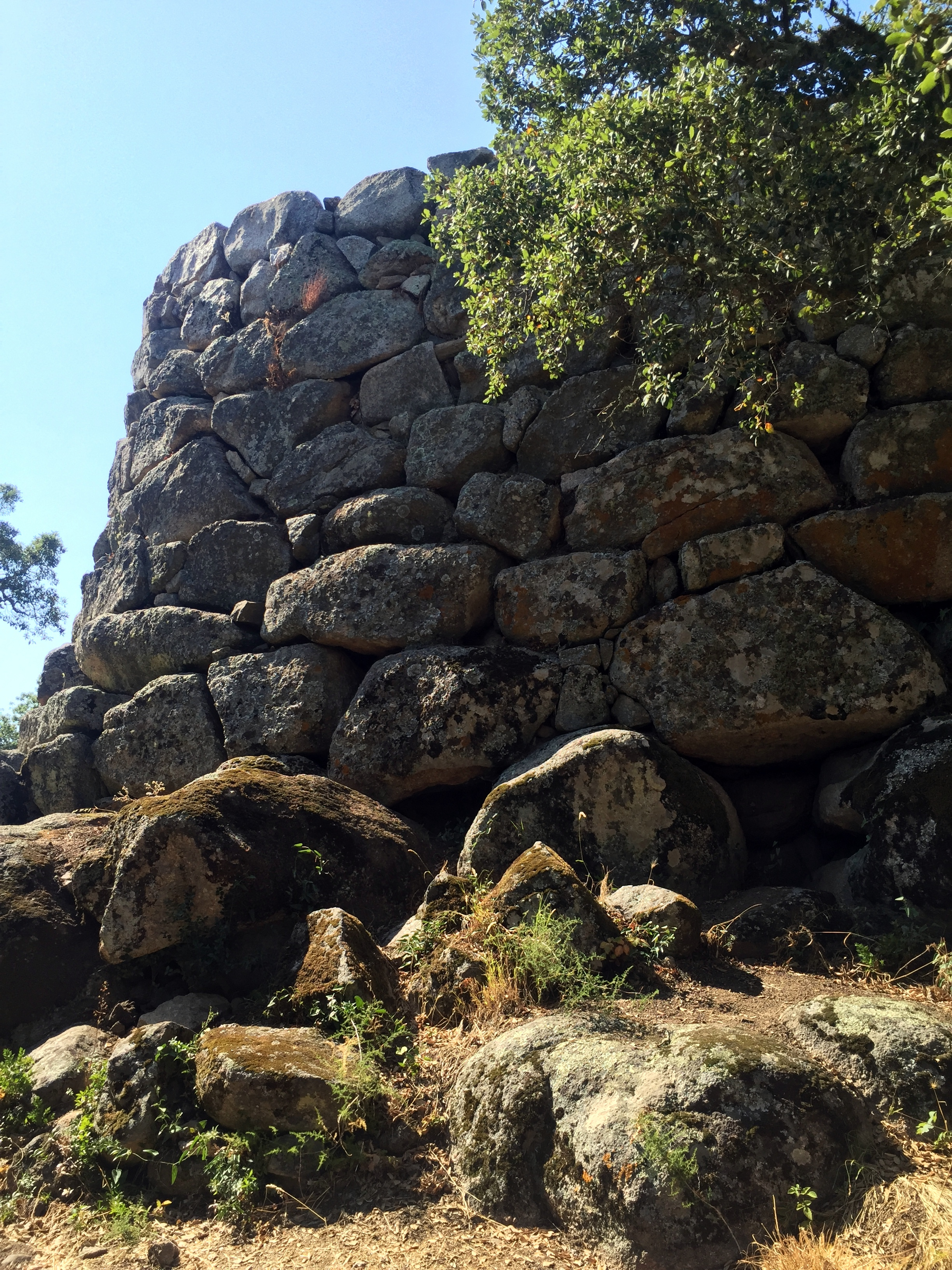
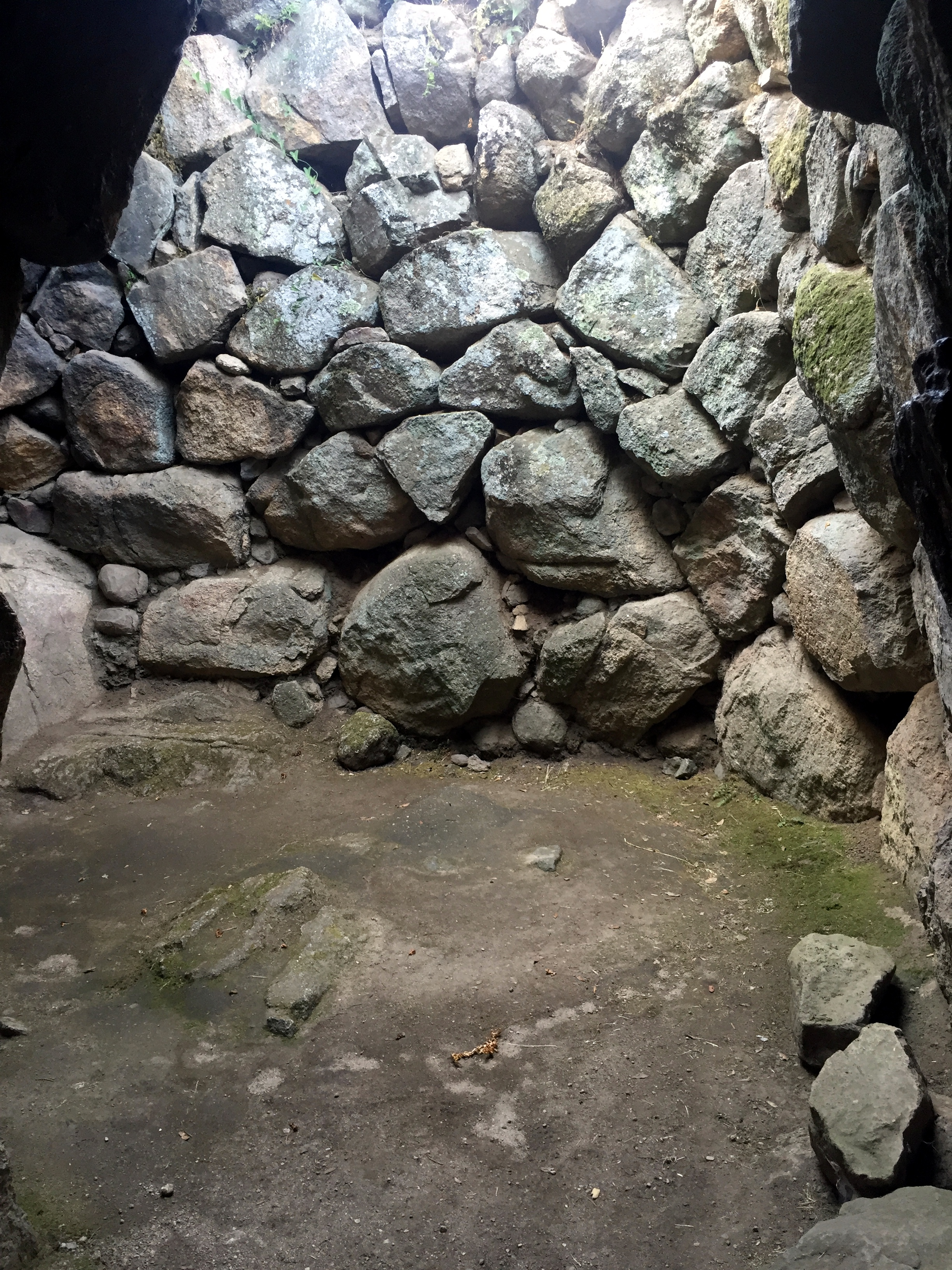
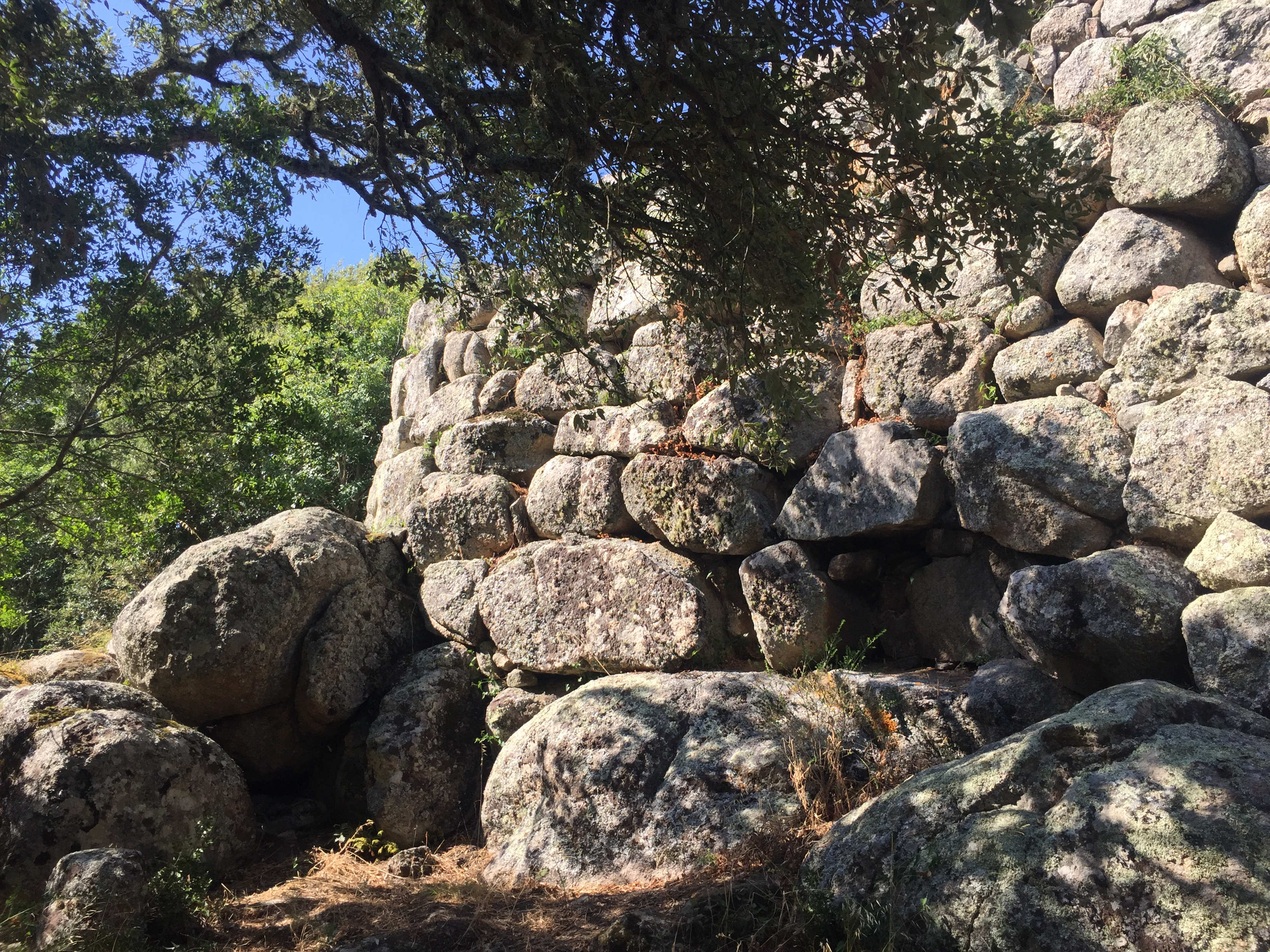